# Zinder V
Zinder V ist eines der fünf Arrondissements der Stadt Zinder in Niger.

## Geographie
Zinder V liegt im Süden der Stadt. Es grenzt im Norden an das Arrondissement Zinder I. Die angrenzenden Landgemeinden sind Kolléram im Osten, Gouna im Südosten, Dogo im Süden und Droum im Westen.
Das Gebiet des Arrondissements ist ländlich. Es umfasst 31 Dörfer und 30 Weiler.
Die Dörfer sind:
- Angoual Géré
- Baban Tapki
- Babban Tapki Bougage
- BTB
- Dakarou Jiran Torri
- Dan Chamoua Bougage
- Dan Chamoua Garin Maïna
- Dan Kiffi
- Delko
- Dinney Bougage
- Doroyi
- Efadalan
- Gangara Karimou
- Garin Gabas
- Garin Gona
- Garin Goussoum
- Garin Idéli
- Garin Maman
- Kagna Djéka Fada
- Kangna Malam
- Nawach Kalé
- Réréwa
- Rigal Kalla
- Rimi Rimi
- Tambari Dan Kabao
- Toubori
- Tsamiyal Iyaka
- Tsamiyal Iyaka Garéwa
- Tsougounia
- Zangouna Dinney
- Zongon Tanko

Die Weiler sind:
- Agama Karama
- Chaya
- Damagarawa
- Doutsi
- El Hazawa
- Gabassa Tinaoua
- Garin Elh Oumarou
- Garin Gona Garin Galadima
- Garin Malam Garba
- Garin Sarkin Foulani
- Garin Tallé
- Garin Tilla
- Gawan Kwana
- Guidan Aboki
- Guidan Gabassawa
- Guidan Garba
- Guidan Goula
- Guidan Yakaou
- Guidan Yalwa
- Kadada
- Kalgo
- Katsoukou
- Kelguéri
- Madou Fari
- Magori Garin Boulla
- Tapkin Maïram
- Tounfafi
- Tsamiyal Iyaka 2
- Tsamiyal Iyaka Garin Yamma
- Wantsila Aréwa[2]

## Geschichte
Die Verwaltungseinheit geht auf den Kanton Baban Tapki zurück, dessen Gebiet 2002 großteils als Stadtgemeinde (commune urbaine) Zinder V eingemeindet wurde, als die Stadt Zinder in einen Gemeindeverbund (communauté urbaine) aus fünf Stadtgemeinden umgewandelt wurde. Im Jahr 2010 gingen aus den Stadtgemeinden Zinders die fünf Arrondissements hervor.

## Bevölkerung
Bei der Volkszählung 2012 hatte Zinder V 32.423 Einwohner, die in 5516 Haushalten lebten. Bei der Volkszählung 2001 betrug die Einwohnerzahl 17.929 in 3227 Haushalten. Bei der Volkszählung 1988 belief sich die Einwohnerzahl des Kantons Baban Tapki auf 27.093 in 4824 Haushalten.

## Politik
Der Bezirksrat (conseil d’arrondissement) hat 10 Mitglieder. Mit den Kommunalwahlen 2020 sind die Sitze im Bezirksrat wie folgt verteilt: 6 RDR-Tchanji, 2 MNSD-Nassara und 2 PNDS-Tarayya.